# Koh-Lanta : La Nouvelle Édition
Vous pouvez aider à l'améliorer ou bien discuter des problèmes sur sa page de discussion.
- Il n'est pas vérifiable et peut contenir des informations totalement erronées. Il est fortement conseillé aux contributeurs d'étayer son contenu par des sources fiables. Sans cela, sa suppression pourrait être envisagée. (si vous venez d'apposer le bandeau, veuillez cliquer sur ce lien pour créer la discussion et en afficher les indications). (Marqué depuis avril 2025)
- Il peut contenir un travail inédit ou des déclarations non vérifiées. Vous pouvez l’améliorer en ajoutant des références. (Marqué depuis février 2025)

- Archive Wikiwix
- Bing
- Cairn
- DuckDuckGo
- E. Universalis
- Gallica
- Google
- G. Books
- G. News
- G. Scholar
- Persée
- Qwant
- (zh) Baidu
- (ru) Yandex
- (wd) trouver des œuvres sur Wikidata

Vous pouvez aider à l'améliorer ou bien discuter des problèmes sur sa page de discussion.
- Son admissibilité est à vérifier. Motif : manque de sources, de références, TI. Et ce alors qu'un bandeau demande des sources depuis des années, 2018. Les références (buzzesques et étalées sur 3 mois) concernent uniquement les audiences, déjà dans l'article Koh-Lanta. Info doublonnant l'article principal. Saison ne se démarquant pas particulièrement. Vous êtes invité à le compléter pour expliciter son admissibilité, en y apportant des sources secondaires de qualité. (Marqué depuis juin 2025)
- Il ne cite pas suffisamment ses sources. Vous pouvez indiquer les passages à sourcer avec {{référence nécessaire}} ou {{Référence souhaitée}}, et inclure les références utiles en les liant aux notes de bas de page. (Marqué depuis avril 2018)
- Certaines de ses couleurs nuisent à son accessibilité et ne respectent pas la charte graphique. Les couleurs ne sont pas interdites, mais il est conseillé d'en faire un usage modéré qui respecte les normes d'accessibilité. (Marqué depuis avril 2025)
- Son texte doit être wikifié : il ne correspond pas à la mise en forme Wikipédia (style, typographie, liens internes, liens entre les wikis, etc.). (Marqué depuis avril 2025)
- Sa typographie ne respecte pas les conventions de Wikipédia. Vous pouvez solliciter de l’aide de l’Atelier typographique. (Marqué depuis avril 2025)

- Archive Wikiwix
- Bing
- Cairn
- DuckDuckGo
- E. Universalis
- Gallica
- Google
- G. Books
- G. News
- G. Scholar
- Persée
- Qwant
- (zh) Baidu
- (ru) Yandex
- (wd) trouver des œuvres sur Wikidata

Koh-Lanta : La Nouvelle Édition, présentée sous le seul nom de Koh-Lanta, est la quatrième édition spéciale de l'émission de téléréalité Koh-Lanta, qui s'est déroulée en Malaisie. Présentée par Denis Brogniart, l'émission a été diffusée sur TF1 du 12 septembre 2014 au 21 novembre 2014. Les deux tribus initiales étaient Simban et Tengah. C'est Laurent, ancien candidat de Koh-Lanta : Raja Ampat, qui a remporté cette édition spéciale face à Martin, ancien candidat de Raja Ampat également, et ainsi remporté 100 000 €.
À la suite des drames survenus au début de la saison 13 au mois de mars 2013, une édition avec d'anciens candidats a été annoncée quelques mois plus tard. Après une phase de casting, 13 candidats (6 femmes et 7 hommes) ont été sélectionnés. Le tournage s'est effectué au mois de mai 2014 et a duré 24 jours. Pour cette édition, afin d'éviter tout nouveau drame, le dispositif médical a été renforcé et les candidats ont fait l'objet de tests médicaux bien plus poussés, similaires à ceux auxquels sont soumis les sportifs professionnels. À noter que cette saison spéciale, la quatrième, avait déjà été envisagée pour 2014 avant le tournage de la saison 13, et aurait probablement compris dans son casting des candidats de la saison 13 sans les drames survenus.

## Nouveautés
- Si vous ne connaissez pas le sujet, laissez ce bandeau (vous pouvez alors contacter les auteurs).
- Si vous supprimez le contenu mis en cause (vous pouvez préalablement contacter les auteurs),

argumentez précisément cette suppression dans la page de discussion
(un manque de référence n'est pas un argument ; une recherche réelle de référence doit avoir été effectuée, être formellement documentée).
- Pour la première fois, le premier épisode du jeu est intégralement individuel. Les équipes ne sont formées qu'au 4e jour.
- Comme dans la saison 11, une épreuve initiale est jouée pour le gain de deux colliers d'immunité. Mais cette fois, les gagnants sont libres de jouer leur collier quand ils le souhaitent, et non dès le premier conseil.
- Deux candidats (Freddy et Teheiura) débutent l'aventure isolés des onze autres candidats, ne participant pas aux premières épreuves ni au premier conseil. Pendant les trois premiers jours, ils effectuent une expédition à travers la jungle afin d'atteindre le camp, et rejoignent les autres candidats au début du 2e épisode, où ils sont chargés de composer les équipes : Freddy compose l'équipe rouge et Teheiura compose l'équipe jaune. Les rouges ayant gagné la première épreuve de confort, ils peuvent retourner sur le premier campement, tandis que les jaunes doivent s'installer sur une autre plage, sur le continent.
- À la réunification, les deux équipes doivent toujours envoyer un émissaire dans le camp adverse, mais contrairement aux saisons 11 et 12, ces émissaires n'ont plus le pouvoir de désigner les ambassadeurs.
- Lors de l'épreuve d'immunité de l'épisode 7, le concurrent arrivé dernier (Martin) a été éliminé directement. Cependant, au début de l'épisode suivant, un duel l'a opposé au candidat éliminé au conseil (Teheiura), dont le gagnant a pu réintégrer l'aventure.
- À partir de l'épisode 4, le générique a été modifié, en faisant apparaître notamment Sara et Isabelle avec leur foulard jaune.
- Cette saison voit le retour de 13 candidats des saisons ultérieures : Sandra, (saison 1) Moundir, (saison 3) Christina, Isabelle, Freddy, (saison 9) Philippe, Laurence, (saison 10) Teheiura, Laurent, Martin, Florence, (saison 11) Philippe et Sara (saison 12)

## Candidats
- Si vous ne connaissez pas le sujet, laissez ce bandeau (vous pouvez alors contacter les auteurs).
- Si vous supprimez le contenu mis en cause (vous pouvez préalablement contacter les auteurs),

argumentez précisément cette suppression dans la page de discussion
(un manque de référence n'est pas un argument ; une recherche réelle de référence doit avoir été effectuée, être formellement documentée).
 (avril 2025).
| Candidat | Candidat  | Profession                             | Âge    | Localisation     | Saison(s) précédente(s)                                                                                     | Tribu | Jury final      | Départ          |
| -------- | --------- | -------------------------------------- | ------ | ---------------- | --- | --- | --------------- | --------------- |
| ♀        | Sandra    | Commerciale en assurances              | 33 ans | Var              | Éliminée le 19e jour de la saison 1                                                                         | - Tribu unique (jour 1 – 4) - Tengah (jour 4 – 6)                                                                                             |                 | Abandon médical |
| ♀        | Isabelle  | Commerçante                            | 41 ans | Yvelines         | Éliminée aux poteaux de la saison 9 Éliminée le 8e jour de La Revanche des héros                            | - Tribu unique (jour 1 – 3) - Éliminée (jour 3 – 7) - Tengah (jour 7 – 8)                                                                     | Abandon médical |                 |
| ♀        | Laurence  | Professeure de fitness                 | 37 ans | Suisse           | Éliminée le 35e jour de la saison 10                                                                        | - Tribu unique (jour 1 – 4) - Tengah (jour 4 – 8)                                                                                             | Éliminée        |                 |
| ♀        | Sara      | Gérante d'un centre de remise en forme | 45 ans | Var              | Abandon médical le 11e jour de la saison 12                                                                 | - Tribu unique (jour 1 – 4) - Simban (jour 4 – 6) - Éliminée (jour 6 – 8) - Tengah (jour 8 – 11)                                              | Éliminée        |                 |
| ♀        | Florence  | Éducatrice                             | 43 ans | Hérault          | Éliminée le 27e jour de la saison 11                                                                        | - Tribu unique (jour 1 – 4) - Tengah (jour 4 – 14)                                                                                            | 1re membre      | Éliminée        |
| ♀        | Christina | Serveuse dans un restaurant            | 28 ans | Bouches-du-Rhône | Vainqueur de la saison 9 Éliminée le 12e jour du Choc des héros                                             | - Tribu unique (jour 1 – 4) - Simban (jour 4 – 14) - Tribu réunifiée (jour 14 – 15)                                                           | 2e membre       | Éliminée        |
| ♂        | Freddy    | Ingénieur                              | 29 ans | Nord             | Éliminé le 21e jour de la saison 9 Finaliste du Choc des héros Éliminé le 14e jour de La Revanche des héros | - Éclaireur (jour 1 – 4) - Simban (jour 4 – 14) - Tribu réunifiée (jour 14 – 17)                                                              | 3e membre       | Éliminé         |
| ♂        | Teheiura  | Cuisinier                              | 36 ans | Hérault          | Finaliste de la saison 11 Éliminé le 19e jour de La Revanche des héros                                      | - Éclaireur (jour 1 – 4) - Tengah (jour 4 – 14) - Tribu réunifiée (jour 14 – 19)                                                              | 4e membre       | Éliminé         |
| ♂        | Philippe  | Rempailleur                            | 45 ans | Drôme            | Vainqueur de la saison 10                                                                                   | - Tribu unique (jour 1 – 4) - Simban (jour 4 – 14) - Tribu réunifiée (jour 14 – 21)                                                           | 5e membre       | Éliminé         |
| ♂        | Moundir   | Entrepreneur                           | 41 ans | Paris            | Éliminé le 36e jour de la saison 3 Éliminé le 5e jour du Retour des héros                                   | - Tribu unique (jour 1 – 4) - Tengah (jour 4 – 14) - Tribu réunifiée (jour 14 – 22)                                                           | 6e membre       | Éliminé         |
| ♂        | Phil      | Ouvrier                                | 43 ans | Seine-Maritime   | Éliminé à l'orientation de la saison 12                                                                     | - Tribu unique (jour 1 – 4) - Simban (jour 4 – 14) - Tribu réunifiée (jour 14 – 23)                                                           | 7e membre       | Éliminé         |
| ♂        | Martin    | Directeur d'un hôtel                   | 26 ans | Savoie           | Éliminé le 39e jour de la saison 11                                                                         | - Tribu unique (jour 1 – 4) - Simban (jour 4 – 14) - Tribu réunifiée (jour 14 – 18) - Éliminé (jour 18 – 19) - Tribu réunifiée (jour 19 – 24) |                 | Finaliste       |
| ♂        | Laurent   | Mannequin                              | 32 ans | Val-de-Marne     | Éliminé aux poteaux de la saison 11                                                                         | - Tribu unique (jour 1 – 4) - Tengah (jour 4 – 14) - Tribu réunifiée (jour 14 – 24)                                                           | Vainqueur       |                 |

## Déroulement
- Si vous ne connaissez pas le sujet, laissez ce bandeau (vous pouvez alors contacter les auteurs).
- Si vous supprimez le contenu mis en cause (vous pouvez préalablement contacter les auteurs),

argumentez précisément cette suppression dans la page de discussion
(un manque de référence n'est pas un argument ; une recherche réelle de référence doit avoir été effectuée, être formellement documentée).

### Bilan par épisode
| Épisode             | Diffusion         | Épreuves                | Épreuves            | Conseil       | Conseil       | Conseil       |
| Épisode             | Diffusion         | Épreuve initiale        | Épreuve initiale    | Éliminé       | Vote          | Départ        |
| ------------------- | ----------------- | ----------------------- | ------------------- | ------------- | ------------- | ------------- |
| 1er épisode         | 12 septembre 2014 | Martin et Sandra        | Martin et Sandra    | Éliminé       | Vote          | Départ        |
|                     |                   | Confort                 | Immunité            | Éliminé       | Vote          | Départ        |
| 1er épisode         | 12 septembre 2014 | /                       | Laurent             | Isabelle      | 7-4           | Jour 3        |
| 2e épisode          | 19 septembre 2014 | Simban                  | Tengah              | Sara          | 3-2-1         | Jour 6        |
| 3e épisode          | 26 septembre 2014 | Simban                  | Simban              | Laurence      | 5-1           | Jour 8        |
| 4e épisode          | 3 octobre 2014    | Simban                  | Simban              | Sara          | 5-1           | Jour 11       |
| 5e épisode          | 17 octobre 2014   | Simban                  | Teheiura            | Christina     | 6-3-1         | Jour 14       |
| 6e épisode          | 24 octobre 2014   | Teheiura                | Laurent             | Freddy        | 4-3-1         | Jour 16       |
| 7e épisode          | 31 octobre 2014   | Philippe et Laurent     | Philippe            | Teheiura      | 4-1-1         | Jour 18       |
| 8e épisode          | 7 novembre 2014   | Laurent                 | Martin              | Philippe      | 4-1-1         | Jour 21       |
|                     |                   | Épreuve d'orientation   | Épreuve des poteaux | Conseil final | Conseil final | Conseil final |
| 9e épisode (Finale) | 21 novembre 2014  | Martin, Laurent et Phil | Martin              | Laurent       | 7-0           | Gagnant       |

Notes :
|                    | Type d'épreuve        | Gagnant          | Perdant  | Épisode | Détails  |
| ------------------ | --------------------- | ---------------- | -------- | ------- | -------- |
| Épreuves spéciales | Initiale              | Martin et Sandra | Aucun    | 1er     | [ n° 2 ] |
| Épreuves spéciales | Éliminatoire          | Philippe         | Martin   | 7e      | [ n° 3 ] |
| Épreuves spéciales | Duel de réintégration | Martin           | Teheiura | 8e      | [ n° 4 ] |

### Colliers d'immunité
|                     | Localisation       | Propriétaire            | Utilisation | Utilisation | Utilisation | Votes annulés |
| Statut              | Localisation       | Propriétaire            | Jour        | Épisode     |             | Votes annulés |
| Colliers d'immunité |                    |                         |             |             |             |               |
| ------------------- | ------------------ | ----------------------- | ----------- | ----------- | ----------- | ------------- |
| Colliers d'immunité | Épreuve initiale ♂ | Martin (jour 1 – 23)    | Non utilisé | Non utilisé | Non utilisé | Non utilisé   |
| Colliers d'immunité | Épreuve initiale ♀ | Sandra (jour 1 – 6)     | Non utilisé | Non utilisé | Non utilisé | Non utilisé   |
| Colliers d'immunité | Tribu réunifiée    | Teheiura (jour 14 – 16) | Utilisé     | 16e         | 6e          | 4/8           |

### Détail des éliminations
|             | Tribu unique | Tribus initiales | Tribus initiales | Tribus initiales | Tribus initiales | Tribus initiales | Tribus initiales | Tribu réunifiée | Tribu réunifiée | Tribu réunifiée | Tribu réunifiée | Tribu réunifiée | Tribu réunifiée | Tribu réunifiée | Tribu réunifiée | Tribu réunifiée | Tribu réunifiée |
| ----------- | ------------ | ---------------- | ---------------- | ---------------- | ---------------- | ---------------- | ---------------- | --------------- | --------------- | --------------- | --------------- | --------------- | --------------- | --------------- | --------------- | --------------- | --------------- |
| ► Épisode   | 1            | 2                | 2                | 3                | 3                | 4                | 5                | 5               | 5               | 6               | 7               | 7               | 8               | 9               | 9               | Finaliste       | Vainqueur       |
| ► Éliminé   | Isabelle     | Sandra           | Sara             | Isabelle         | Laurence         | Sara             | Florence         | Christina       | Christina       | Freddy          | Martin          | Teheiura        | Philippe        | Moundir         | Phil            | Martin          | Laurent         |
| ► Votes     | 7/11         | 0                | 3/6              | 0                | 5/6              | 5/6              | 0                | 6/10            | 6/10            | 3/8             | 0               | 4/6             | 4/6             | 0               | 1               | 0/7             | 7/7             |
| ▼ Candidats | Votes        | Votes            | Votes            | Votes            | Votes            | Votes            | Votes            | Votes           | Votes           | Votes           | Votes           | Votes           | Votes           | Votes           | Votes           | Votes           | Votes           |
| Laurent     | Isabelle     |                  |                  |                  | Laurence         | Sara             |                  | Christina       | Christina       | Teheiura        |                 | Teheiura        | Philippe        |                 |                 | Jury final      | Jury final      |
| Martin      | Isabelle     |                  | Sara             |                  |                  |                  |                  | Christina       | Christina       | Teheiura        |                 | [ n° 12 ]       | Philippe        |                 | Phil            | Jury final      | Jury final      |
| Phil        | Isabelle     |                  | Sara             |                  |                  |                  |                  | Christina       | Christina       | Freddy          |                 | Teheiura        | Philippe        |                 |                 |                 | Laurent         |
| Moundir     | Isabelle     |                  |                  |                  | Laurence         | Sara             |                  | Christina       | Christina       | Freddy          |                 | Teheiura        | Phil            |                 |                 |                 | Laurent         |
| Philippe    | Isabelle     |                  | Sara             |                  |                  |                  |                  | Christina       | Christina       | Teheiura        |                 | Teheiura        | Laurent         |                 |                 |                 | Laurent         |
| Teheiura    | [ n° 13 ]    |                  |                  |                  | Laurence         | Sara             |                  | Christina       | Christina       | Freddy          |                 | Phil            | Philippe        |                 |                 |                 | Laurent         |
| Freddy      | [ n° 13 ]    |                  | Christina        |                  |                  |                  |                  | Moundir         | Moundir         | Teheiura        |                 | Moundir         |                 |                 |                 |                 | Laurent         |
| Christina   | Phil         |                  | Philippe         |                  |                  |                  |                  | Moundir         | Moundir         | Moundir         |                 |                 |                 |                 |                 |                 | Laurent         |
| Florence    | Isabelle     |                  |                  |                  | Laurence         | Sara             |                  |                 |                 |                 |                 |                 |                 |                 |                 |                 | Laurent         |
| Sara        | Phil         |                  | Philippe         | [ n° 14 ]        | [ n° 15 ]        | Florence         |                  | Philippe        | Moundir         |                 |                 |                 |                 |                 |                 |                 |                 |
| Laurence    | Isabelle     |                  |                  |                  | Teheiura         | Sara             |                  |                 |                 |                 |                 |                 |                 |                 |                 |                 |                 |
| Isabelle    | Phil         | [ n° 16 ]        | [ n° 16 ]        |                  | Laurence         |                  |                  |                 |                 |                 |                 |                 |                 |                 |                 |                 |                 |
| Sandra      | Phil         |                  |                  |                  |                  |                  |                  |                 |                 |                 |                 |                 |                 |                 |                 |                 |                 |

## Résumés détaillés
- Si vous ne connaissez pas le sujet, laissez ce bandeau (vous pouvez alors contacter les auteurs).
- Si vous supprimez le contenu mis en cause (vous pouvez préalablement contacter les auteurs),

argumentez précisément cette suppression dans la page de discussion
(un manque de référence n'est pas un argument ; une recherche réelle de référence doit avoir été effectuée, être formellement documentée).

### 1erépisodele 12 septembre 2014: Une aventure individuelle, la guerre des genres débute
11 aventuriers arrivent par bateau (Sandra, Moundir, Christina, Isabelle, Laurence, Philippe, Florence, Laurent, Martin, Phil et Sara), ainsi que deux autres aventuriers par camion (Teheiura et Freddy) qui doivent rejoindre les autres le 4e jour pour composer les équipes. Les aventuriers arrivés par bateau doivent rejoindre la plage puis prendre une perche qui permettra de passer en équilibre à travers des tronçons afin d'obtenir un collier d'immunité (1 pour les hommes, 1 pour les femmes). Ce sont Martin et Sandra qui remportent l'épreuve. Denis annonce aux candidats qu'il n'y a qu'une seule tribu. Sur le camp, Isabelle constate qu'il y a 6 filles et 5 garçons et saute sur l'occasion  pour former une alliance. L'épreuve d'immunité consiste à rester accroché à une barre les bras tendus sur un plan incliné. Isabelle lâche en premier, suivie de Moundir, Sandra, Sara, Laurence, Christina, Florence, Philippe, Phil et enfin Martin, au bout d'une heure d'épreuve. C'est donc Laurent qui remporte le premier totem de cette saison. Sara fait le feu. Au conseil de la tribu unique, le 3e jour, Isabelle est éliminée, trahie par Florence et Laurence, ces dernières n'approuvent pas la stratégie mise en place par Isabelle qui consistait à évincer tous les hommes, en commençant par Phil.

### 2eépisodele 19 septembre 2014: L'arrivée de Teheiura et Freddy et la création des tribus
Le quatrième jour, les tribus Tengah et Simban sont enfin formées et remplacent la Tribu unique.
Les Simban se composent de Christina, Freddy, Martin, Philippe, Phil et Sara.
Les Tengah se composent de Florence, Laurence, Laurent, Moundir, Sandra et Teheiura.
Les Simban remportent l'épreuve des flambeaux et ont le privilège de s'installer sur Simban. Les jaunes eux font face à l'hostile jungle de Tengah mais ils remportent l'épreuve d'immunité des cages immergées. Les Simban vont au conseil, éliminant Sara. Sandra, des Tengah, doit abandonner sur décision médicale.

### 3eépisodele 26 septembre 2014: Le bref retour d'Isabelle et la bérézina jaune
Isabelle réintègre l'aventure dans la tribu des Tengah pour remplacer Sandra le 7e jour. L'épreuve de confort est une épreuve où les aventuriers sont reliés par une corde et doivent passer à travers des obstacles et récupérer la deuxième partie d'une statuette et faire le parcours en sens inverse. Ce sont les Simban qui remportent l'épreuve ainsi que le kit de pêche. Lors de l'épreuve d'immunité il faut passer de plateformes en plateformes à l'aide d'une perche et enfin tenir en équilibre sur une poutre étroite pendant 5 secondes. Lors de l'épreuve Isabelle se blesse et est transférée à l'infirmerie, et ce sont les Simban qui remportent l'épreuve. Denis annonce aux candidats qu'Isabelle est contrainte à l'abandon médical et sera remplacée par Sara. Au conseil des Tengah, c'est Laurence qui est éliminée pour cause sa santé.

### 4eépisodele 3 octobre 2014: Série de victoires chez les rouges, Florence en pleine tourmente
Les Simban remportent l'épreuve de confort qui consiste à maintenir un équipier sur des plateformes et avancer en mer. Les Tengah  perdent l'immunité, l'épreuve des radeaux et éliminent Sara, dernière arrivée.

### 5eépisodele 17 octobre 2014: Réunification et fin de l'alliance féminine
Les rouges remportent l'épreuve de confort des poteries suspendues. C'est la réunification. Florence est éliminée en allant à la boule noire face à Freddy aux ambassadeurs, sur son propre choix. Pour la première fois cependant, elle sera autorisée à voter avec le jury final. L'épreuve d'immunité est celle dite des trapèzes. Moundir lâche en premier, suivi par Phil, Freddy, Christina, Philippe, Martin et enfin Laurent. C'est donc Teheiura qui est immunisé pour le conseil. Après l'épreuve Denis annonce aux candidats qu'il y a un collier d'immunité caché sur le camp. Tous le recherchent et c'est Teheiura qui le trouve. Le soir, au conseil le 14e jour, Christina est éliminée.

### 6eépisodele 24 octobre 2014: Teheiura fait jaser la tribu réunifiée
L'epreuve de confort consiste à lancer des massues sur les cibles de ces adversaires afin que le dernier dont la cible est inviolée gagné le jeu et la récompense (un repas et une douche, une nuit et un appel vidéo à ses proches). Laurent casse la cible de Freddy, puis Phil casse celle de Laurent, tandis que Teheiura détruit successivement les cibles de Philippe, Martin, Phil et Moundir pour remporter sa deuxième épreuve consécutive. Il choisit, sous les conseils des autres aventuriers, Phil pour partager cette récompense bien qu'il eût fait une promesse à Laurent, celle de lui offrir la récompense en cas de victoire. Ce dernier le prend mal et le fait savoir au principal intéressé, Teheiura, qui sera très peiné de ne pas avoir honoré sa parole.
L'épreuve d'immunité est le parcours du combattant. Il se déroule en deux manches : une première avec les sept aventuriers puis une finale avec les trois premiers de la première manche. Laurent, Martin et Freddy se qualifient pour la finale et c'est finalement Laurent qui l'emporte. Au conseil, le 16e jour, Teheiura sort son collier d'immunité et annule ainsi la plupart des votes qui étaient dirigés contre lui, précipitant alors la sortie de Freddy.

### 7eépisodele 31 octobre 2014: Martin s'écroule
L'épreuve de confort est celle de la dégustation. Philippe, Phil, Moundir et Teheiura se qualifient pour la seconde manche, qui verra Philippe et Teheiura se qualifier pour la finale. Philippe, qui a terminé premier lors des deux manches, choisit d'associer Martin (qui n'a rien mangé) à Teheiura et ce dernier associé Laurent à Philippe, qui remportent facilement l'épreuve.
L'épreuve d'immunité est à double enjeu car c'est également une épreuve éliminatoire. En effet, le dernier à reconstituer son puzzle sera instantanément éliminé. Philippe remporte cette épreuve et est assuré de rester jusqu'au conseil suivant. Phil, Teheiura, Moundir et Laurent finissent respectivement leur puzzle, ce qui entraîne l'élimination de Martin. Au conseil, le 18e jour, Teheiura est éliminé.

### 8eépisodele 7 novembre 2014: Le sprint avant la finale: doublé raté de Philippe et retour de Martin
Martin et Teheiura sont convoqués à une épreuve de la dernière chance : celui qui réussit l'épreuve de tenir sa barre de fer le plus longtemps réintégrera l'aventure. Martin réussit et revient le 19e jour. Ses coéquipiers sont ravis de le retrouver. L'épreuve de confort est celle du tir à l'arc. Martin remporte les trois premières salves et élimine Phil, Moundir et Philippe de l'épreuve. Lors de la finale c'est Laurent qui place la flèche le plus au centre de la cible et remporte donc l'épreuve. L'épreuve d'immunité est celle des bambous. Phil est le premier à lâcher suivi par Moundir et Philippe. La victoire se joue entre Laurent et Martin qui remporte l'épreuve. Le 20e jour, au dernier conseil, Philippe est éliminé, jugé trop fort pour l'orientation et les poteaux.

### 9eépisodele 21 novembre 2014: La finale

#### La course d’orientation
Aidés d’une boussole et d’une carte qui indique l’emplacement de 3 repères, ils doivent retrouver un cylindre en bronze.
Tout d’abord ils doivent chercher l’un de ces repères. Puis dans un rayon de 12 pas autour de ces repères se trouve un bois sculpté sur lequel est inscrite une indication d’orientation qui les mènera jusqu’au cylindre en bronze. Au total il y en a donc trois : les candidats qui ramèneront un cylindre se qualifieront pour l’épreuve des poteaux, tandis que le dernier sera éliminé.

Martin, Laurent puis Phil ramènent chacun un cylindre en bronze ; c’est donc Moundir qui a perdu au premier tour de koh-lanta

#### L’épreuve des poteaux
Au bout de 2 heures, Laurent est le premier à tomber. Une minute plus tard, Phil tombe à son tour. Martin remporte donc cette épreuve et choisit d’affronter Laurent devant le jury final.

#### Le vote final (jury final)
Les 7 membres du jury final (Florence, Christina, Freddy, Teheiura, Philippe, Moundir et Phil) votent durant le conseil final et désignent Laurent vainqueur de cette édition spéciale de Koh-Lanta, face à Martin, à l’unanimité (7 voix à 0).

## Audiences
La moyenne de cette saison est de 6,593 millions de téléspectateurs pour 29,3 % de PDM.
| Émission   | Jour et horaire de diffusion             | Nombre de téléspectateurs | Part de marché sur les 4 ans et plus | Référence |
| ---------- | ---------------------------------------- | ------------------------- | ------------------------------------ | --------- |
| 1          | Vendredi 12 septembre 2014 (20:55-23:15) | 6 898 000                 | 32,2 %                               | [ 1 ]     |
| 2          | Vendredi 19 septembre 2014 (20:55-23:05) | 6 796 000                 | 31,4 %                               | [ 2 ]     |
| 3          | Vendredi 26 septembre 2014 (20:55-22:45) | 6 760 000                 | 29,1 %                               | [ 3 ]     |
| 4          | Vendredi 3 octobre 2014 (20:55-23:00)    | 6 792 000                 | 30,0 %                               | [ 4 ]     |
| 5          | Vendredi 17 octobre 2014 (20:55-23:20)   | 6 262 000                 | 28,6 %                               | [ 5 ]     |
| 6          | Vendredi 24 octobre 2014 (20:55-22:40)   | 6 759 000                 | 28,0 %                               | [ 6 ]     |
| 7          | Vendredi 31 octobre 2014 (20:55-22:45)   | 6 214 000                 | 27,3 %                               | [ 7 ]     |
| 8          | Vendredi 7 novembre 2014 (20:55-23:05)   | 6 620 000                 | 28,9 %                               | [ 8 ]     |
| 9 (Finale) | Vendredi 21 novembre 2014 (20:55-23:35)  | 6 235 000                 | 27,8 %                               | [ 9 ]     |

Légende :
- plus hauts scores d'audiences
- plus bas scores d'audiences